# Daniele Calabi
Daniele Calabi (Verona, 1906 – Venezia, 1964) è stato un architetto italiano.

## Biografia
Dopo la laurea nel 1929 in Ingegneria a Padova, sostenne gli esami integrativi di Architettura a Milano nel 1933. Negli anni Trenta ebbe modo di ampliare la sua formazione di architetto a Parigi. Lavorò anche a Venezia e Padova. Di famiglia ebrea, le persecuzioni razziali lo portarono ad emigrare a San Paolo del Brasile. Non potendo inizialmente firmare i progetti, lavorò per l'impresa di un cugino, la Costrutora Moderna, e solo in seguito come libero professionista, spesso per italiani ivi residenti.
Rientrato in Italia stabilì il proprio studio professionale a Milano, Padova e al Lido di Venezia. Fu assistente volontario di Architettura tecnica alla Facoltà di Ingegneria dell'Università di Padova. Poi presso l'Istituto Universitario di Architettura di Venezia fu libero docente di Igiene edilizia (1957), professore incaricato di Estimo (biennio 1958-1959) e di Elementi costruttivi (1960). Insegnò anche presso la Scuola di specializzazione di Igiene dell'Università di Perugia nel biennio 1958-1959. Si spense nel 1964.

## Opere
Prima dell'emanazione delle leggi razziali fasciste del 1938 ricevette incarichi pubblici, tra i quali la progettazione di diverse case del fascio in provincia di Padova: (Abano Terme, San Giorgio in Bosco, Mestrino, Codevigo, Camin di Padova, Urbana, Sant'Angelo di Piove). Anche la casa del fascio di Vighizzolo d'Este fu edificata dietro suo disegno originale.
Risulta ancora oggi particolare un'altra sua realizzazione degli anni trenta: l'osservatorio astrofisico di Asiago, realizzato tra le abetaie dell'altipiano omonimo a 1045 metri d'altezza.
La rilevanza di diverse opere del periodo successivo al ritorno in Italia dal Brasile è testimoniata dai premi ottenuti. Il progetto per la casa di riposo di Gorizia gli valse nel 1960 il premio internazionale di architettura "Andrea Palladio". Quello per la clinica pediatrica di Padova il premio regionale IN/ARCH per il Veneto –Friuli nel 1961, mentre per il reparto pediatrico ed i servizi generali dell'ospedale clinicizzato di Catania ottenne il premio regionale IN/ARCH per la Sicilia nel 1969.
Si occupò anche di interventi di restauro, conservazione e valorizzazione, in particolare sulla Biblioteca Augusta in Palazzo Conestabile, a Perugia, e sul Convento dei Tolentini a Venezia, che gli valsero riconoscimenti nazionali.